# Erysimum stenophyllum
Erysimum stenophyllum är en korsblommig växtart som beskrevs av Pierre Edmond Boissier och Adolf Polatschek. Erysimum stenophyllum ingår i släktet kårlar, och familjen korsblommiga växter. Inga underarter finns listade i Catalogue of Life.